# وودفیوردن

نقشه سوالبار

وودفیوردن (انگلیسی: Woodfjorden) یک آبدره در ساحل شمالی جزیره اسپیتس‌برگن در مجمع‌الجزایر سوالبار نروژ است. این آبدره، چهارمین آبدره طولانی در سوالبار است که دهانه آن در نزدیکی شمال ویژدفیورد قرار دارد و ۶۴ کیلومتر به داخل جزیره در غرب سرزمین آندره پیشروی کرده‌است.